# Ekonomiska Forumet i Krynica

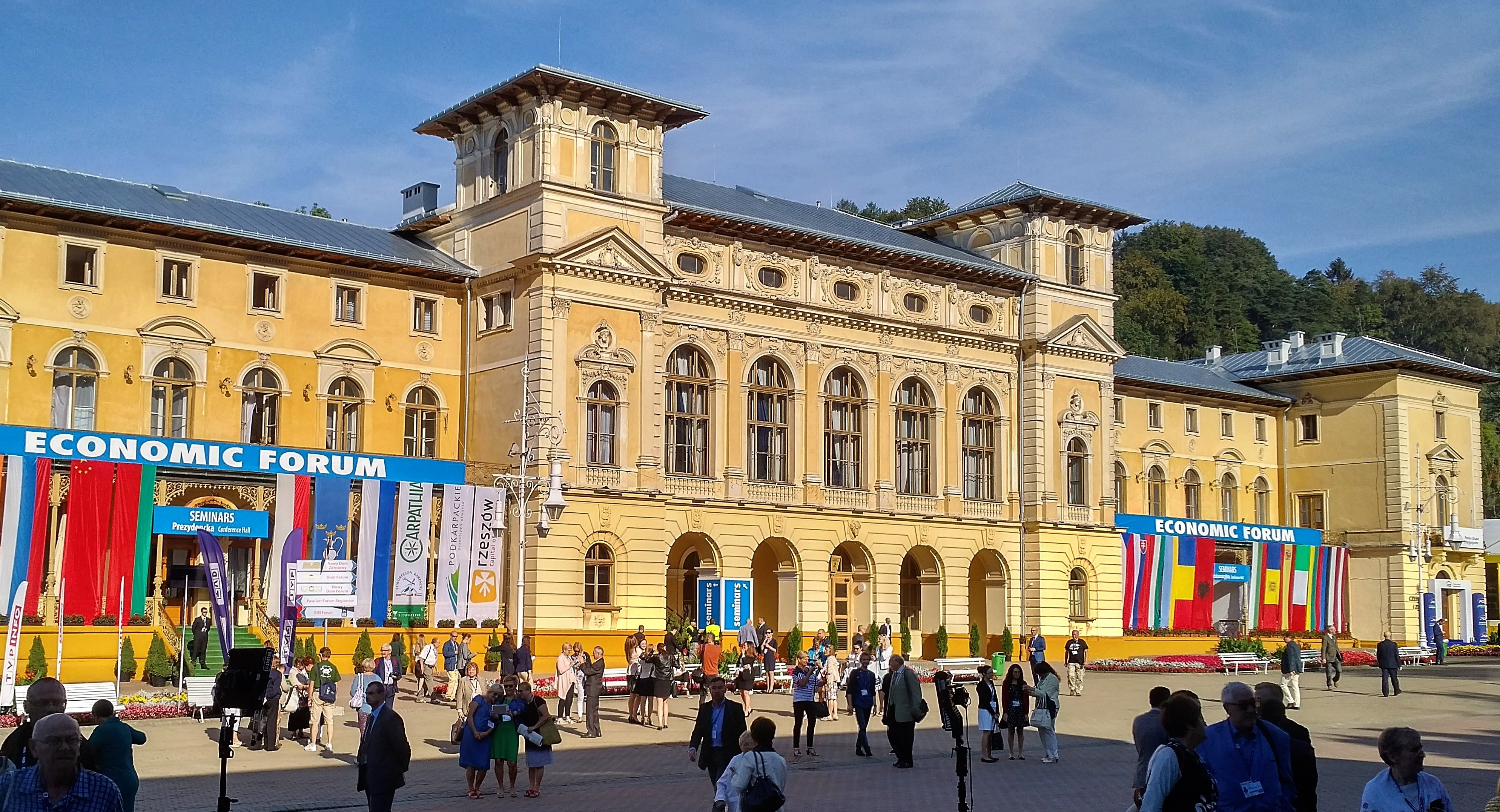
XXVI Ekonomiskt Forum i Krynica - Stary Dom Zdrojowy (8 september 2016).

Ekonomiska Forumet - ett årligt internationellt konferens. Deltagare från ekonomiska och politiska världen i Central- och Östeuropa ägde rum i september från 1992 till 2019 i Krynica-Zdrój.På grund av den rådande Covid-19-pandemin hölls evenemanget 2020 i Karpacz, som har blivit en permanent plats för forumet sedan 2021. Upphovsmanen är Zygmunt Berdychowski, och organisatören är Institutet för Östeuropeiska Studier. 
Ekonomiska Forumet i Krynica utvecklades från en liten konferens, med cirka 100 deltagare från Polen. Idag anses det som det störst och mest känd konferens i Central- och Östeuropa. 
Enligt organisatörena syftet är att kapa ett gynnsamt klimat för politiska och ekonominska samarbete och utveckling i Europa.  

## Gäster
Bland forumets gäster är presidenter, premiärministrar, ministrar,EU-kommissionärer, parlamentariker, VD för stora företag, experter, lokala politikier, representanter för kulturen och journalister. 
I forumet deltog bland annat: 
Valdas Adamkus, José María Aznar, Gordon Bajnai, José Manuel Barroso, Marek Belka, Elmar Brok, Jerzy Buzek, Emil Constantinescu, Massimo D'Alema, Norman Davis, Valdis Dombrovskis, Roland Dumas, Andrzej Duda, Mikuláš Dzurinda, Robert Fico, Vladimir Filat, Jan Fisher, Kolinda Grabar-Kitarović, Alfred Gusenbauer, Dalia Grybauskaite, Rebecca Harms, Václav Havel, Danuta Hübner, Toomas Hendrik Ilves, Ivanov, Arseniy Yatsenyuk, Viktor Janukovitj, Sergey Jastrżembski, Viktor Jusjtjenko, Jaroslaw Kaczynski, Ewa Kopacz, Aleksander Kwaśniewski, Bronisław Komorowski, Gediminas Kirkilas, Horst Kohler, Milano Kučan, Vytautas Landsbergis, Thomas de Maizière, Stjepan Mesić, Mario Monti, Leszek Miller, Mateusz Morawiecki, Giorgio Napolitano, Viktor Orbán, Andris Piebalgs, Petro Poroshenko, Viviane Reding, Micheil Saakashvili, Jorge Sampaio, Karel Schwarzenberg, Bohuslav Sobotka, László Sólyom, Beata Szydło, Boris Tadi Æ, Mirek Topolánek, Donald PM, Vaira Vike-Freiberg, Lech Walesa, Zapatero. 

## Diskussioner
Under Forumet äger rum över 180 debatter och diskussionspaneler om: 
- Business och Management
- Makroekonomi
- Ekonomi
- Innovation
- Energi
- Stat och Reformer
- Hälsovård
- Forumet för Regioner